# Marshall Warren Nirenberg

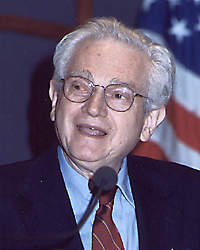
Marshall Warren Nirenberg (um 2003)

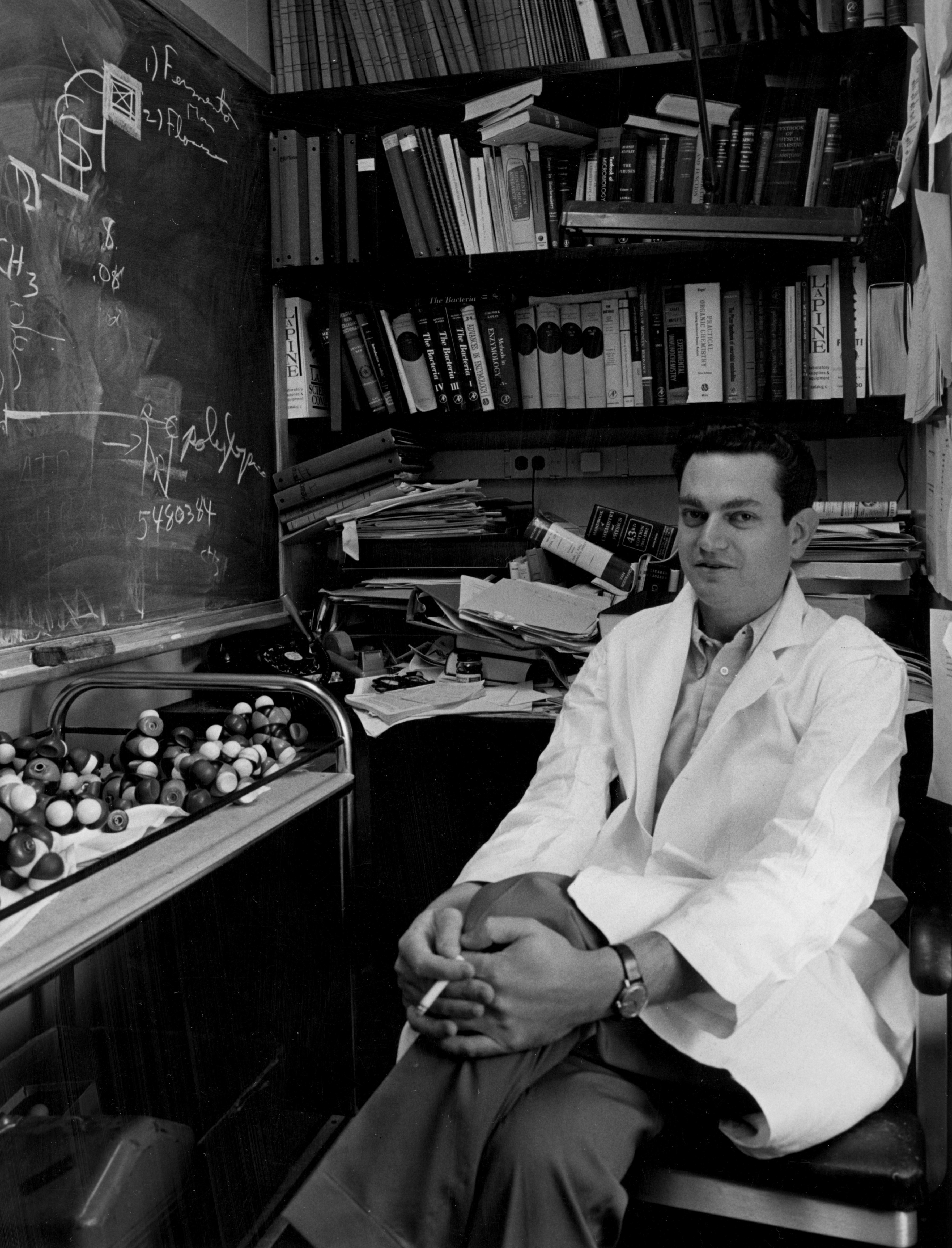
Marshall Warren Nirenberg (um 1962)

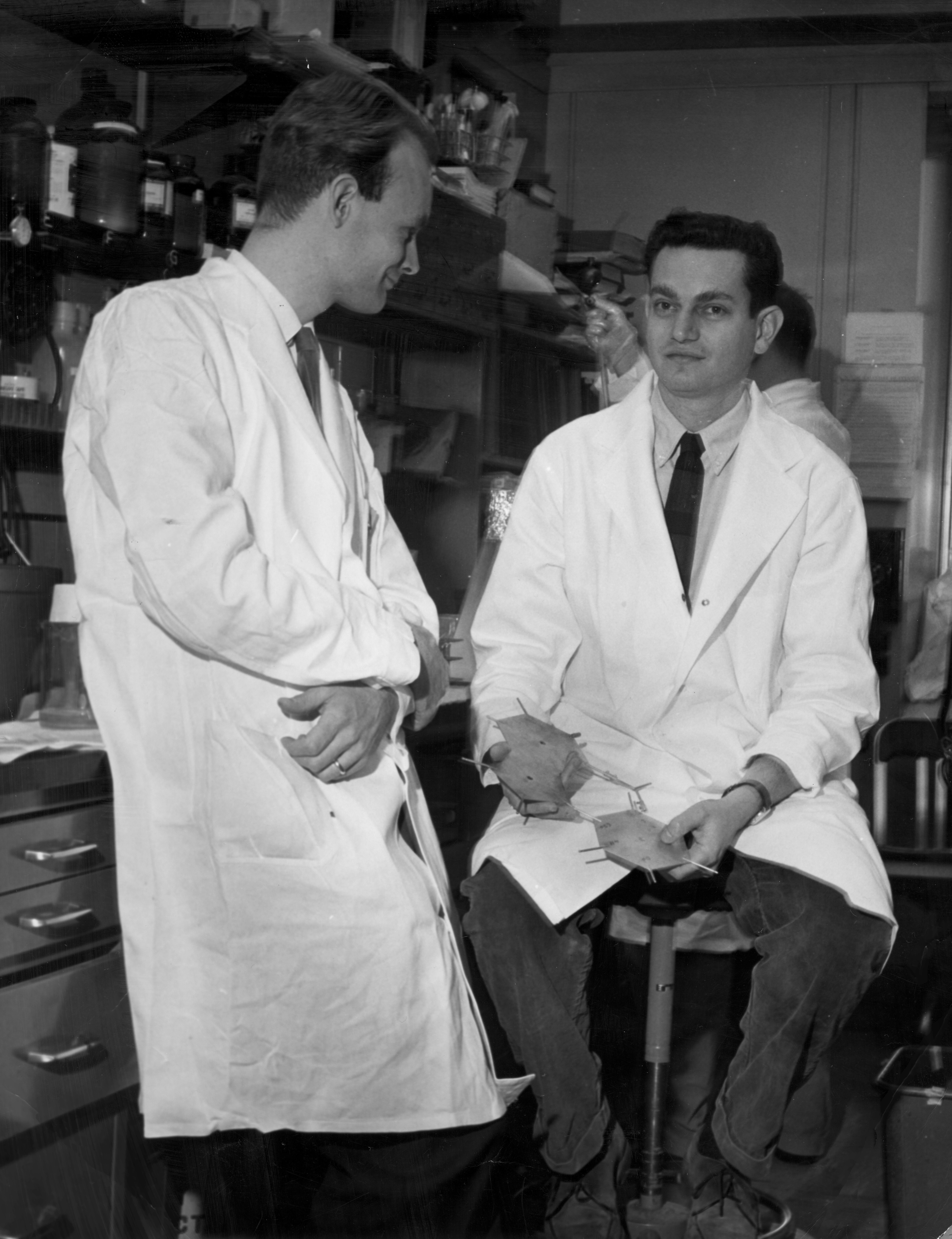
Marshall Warren Nirenberg und Heinrich Matthaei 1961 in Bethesda

Marshall Warren Nirenberg (* 10. April 1927 in New York City, New York; † 15. Januar 2010 ebenda) war ein US-amerikanischer Biochemiker, Molekularbiologe und Genetiker. 1968 erhielt er zusammen mit Har Gobind Khorana und Robert W. Holley den Nobelpreis für Physiologie oder Medizin für die Entschlüsselung des genetischen Codes.

## Leben
Nirenberg stammte aus einer jüdischen Familie in New York, sein Vater war Hemdenmacher. Als Kind bekam er rheumatisches Fieber, weswegen die Familie nach Orlando (Florida) in Florida zog, wo er aufwuchs. Er studierte Zoologie an der University of Florida mit dem Bachelor-Abschluss 1948 und dem Master-Abschluss 1952. An der Universität war er 1950 bis 1952 am Nutrition Lab. Seine Master-Arbeit war über ökologische und taxonomische Untersuchungen an Köcherfliegen. Anschließend wechselte er an die University of Michigan in Ann Arbor, wandte sich der Biochemie zu, und promovierte dort 1957 bei James F. Hogg mit einer Dissertation über die Aufnahme von Hexose in Tumorzellen. Danach war er als Post-Doktorand und Fellow der American Cancer Society an den National Institutes of Health (NIH) in Bethesda/Maryland tätig (bei DeWitt Stetten Jr. und William Jakoby), zunächst am damaligen National Institute of Arthritis and Metabolic Diseases der NIH, geleitet von Gordon Tomkins. 1959 bis 1960 war er USPHS Fellow in der Sektion metabolische Enzyme, wo er 1960 bis 1962 Research Fellow war. 1962 wurde Nirenberg Leiter der Abteilung für biochemische Genetik. 1966 wurde er Chef des Labors für biochemische Genetik am National Heart, Blood and Lung Institute der NIH. Zahlreiche Angebote auf Hochschulprofessuren lehnte er ab, da er nach eigenen Worten seine Zeit lieber der Forschung statt Verwaltungsaufgaben widmen sollte.
1995/96 war er Forschungsprofessor für Molekular- und Zellbiologie an der University of Maryland. Ab 1987 war er im Rat des Beckman Institute der University of Illinois.

## Poly-U-Experiment und Entzifferung des genetischen Codes
Ab 1961 gelangen ihm an den NIH mit Heinrich Matthaei grundlegende Entdeckungen über den genetischen Code (Zuordnung Basentripletts-Aminosäuren im Poly-U-Experiment) und allgemein die Verbindung DNA-RNA-Proteine (Nachweis der Beteiligung der Boten-RNA), worüber er im August 1961 auf dem internationalen Biochemie Kongress in Moskau vortrug. Das machte ihn schlagartig berühmt. Das Experiment im Mai 1961 gilt als eines der bedeutendsten Experimente der Genetik (Entschlüsselung des genetischen Codes). Die Konzeption geschah mit Matthaei, damals ein Post-Doktorand am NIH, und die Publikationen erfolgten 1961 in den Proc. Nat. Acad. Sci. in alternierender Autorenschaftsreihenfolge, was nach außen die Gemeinsamkeit der Arbeit betonte. Die erste Durchführung geschah durch Matthaei, da Nirenberg zu der Zeit abwesend war wegen des Besuchs in einem anderen Labor in Berkeley. Nirenberg trug darüber im August 1961 auf dem internationalen Biochemie-Kongress in Moskau vor, zunächst vor kleinem Publikum von 35 Zuhörern ohne viel Aufmerksamkeit zu bekommen, da er den führenden Forschern auf diesem Gebiet völlig unbekannt war. Erst ein auf Drängen von Francis Crick vor größerem Publikum initiierte Wiederholung des Vortrags auf dem Kongress (Crick hatte den ersten Vortrag ebenfalls nicht gehört, war aber von Matthew Meselson unterrichtet worden) elektrisierte die Zuhörer. Davor war der Durchbruch aber nur wenigen bekannt (Nirenberg war damals so unbekannt, dass sein Antrag das Cold Spring Harbor Symposium im Juni zu besuchen abgelehnt worden war und er war auch im persönlichen Umgang eher zurückhaltend, wenn auch als Forscher begeisterungsfähig). Die Entdeckung löste eine intensive Konkurrenz zur Erschließung der weiteren Teile des genetischen Codes aus, insbesondere mit dem gut ausgestatteten Labor von Severo Ochoa von der New York Medical School (wo 20 Wissenschaftler an der Synthese von Polnukleotiden arbeiten konnten), so dass viele Wissenschaftler am NIH dem Team von Nirenberg beisprangen um den Wettlauf zu bestehen. So stellte Maxine Singer Enzyme zur Verfügung und insbesondere Robert Martin, der seine eigene Arbeit unterbrach, Nirenberg selbst und Matthaei arbeiteten rund um die Uhr für den Rest des Jahres, um Polynukleotide zu synthetisieren, Aminosäuren radioaktiv zu markieren und die Proteinsynthese im zellfreien System zu kontrollieren. Dabei übernahm Nirenberg die Datenanalyse in der Tagschicht, Matthaei – der bis Anfang 1962 am NIH war und dann nach Deutschland zurückkehrte, wo er mit einer eigenen Gruppe an der Entzifferung des genetischen Codes arbeitete – analysierte die Proteinsynthese nachts mit Geigerzählern, die um diese Zeit anderswo weniger gebraucht wurden.  Eine starke Beschleunigung des Entzifferungsverfahrens war 1964 durch Beteiligung von Philip Leder möglich, der Post-Doktorand an seinem Labor am NIH war: die Suche nach dem Triplett-Code wurde mit der damals kürzlich erforschten t-RNA umgesetzt (die in der Zelle Aminosäuren zu den Ribosomen transportiert), was die schnelle Entschlüsselung von 50 Codebestandteilen ermöglichte (von Khorana bestätigt und vervollständigt). Bis 1966 wurden die 64 Triplett-RNA-„Codeworte“ für die 20 proteinogenen Aminosäuren an seinem Labor gefunden. Ein gewisser Schlussstein war die Präsentation 1966 auf dem Cold Spring Harbor Symposium und Nirenberg erhielt 1968 den Nobelpreis mit Khorana (der ihn für die Synthese von RNA-Ketten mit speziellen Enzymen erhielt) und Holley (der ihn für die Isolation und Aufklärung der Code-Struktur der t-RNA von 1964 erhielt). Der zweite Urheber des Poly-U-Experiments Heinrich Matthaei ging beim Nobelpreis und den vielen anderen bedeutenden Preisen, die Nirenberg für den Durchbruch erhielt, leer aus.

## Sonstige Arbeiten
Sein Interesse galt besonders der Enzym-, Herz- und Krebsforschung, insbesondere dem Glykogenstoffwechsel von Tumoren. Später befasste er sich mit Neurowissenschaft, Entwicklung des Nervensystems und Homeobox-Gene.

## Ehrungen und Mitgliedschaften
Nirenberg erhielt 1962 den National Academy of Sciences Award in Molecular Biology, 1964 den Pfizer Award in Enzyme Chemistry und den Paul Lewis Award in Enzyme Chemistry der American Chemical Society, 1964 die National Medal of Science, 1967 den Prix Charles-Léopold Mayer und 1968 den Canada Gairdner International Award, sowie den Albert Lasker Award for Basic Medical Research, die Franklin Medal, die National Medal of Honor und den Louisa-Gross-Horwitz-Preis. Er ist vielfacher Ehrendoktor (u. a. Yale, Harvard, Weizmann Institute, George Washington University, University of Michigan, University of Chicago, 1969 von seiner Alma Mater, der University of Florida). Darüber hinaus wurde er zu einem Mitglied der Deutschen Akademie der Naturforscher Leopoldina – Nationale Akademie der Wissenschaften gewählt. 1965 wurde Nirenberg in die American Academy of Arts and Sciences gewählt, 1967 in die National Academy of Sciences und 2001 in die American Philosophical Society. Er war Mitglied der American Association for the Advancement of Science, der National Academy of Medicine, der Päpstlichen Akademie der Wissenschaften und der European Academy of Sciences and Arts.

## Privates
Nirenberg heiratete 1961 die brasilianische Chemikerin am NIH Perola Zaltzman, die 2001 starb. 2005 heiratete er die Professorin für Epidemiologie und Psychiatrie an der Columbia University (College of Physicians and Surgeons) Myrna Weissman.

## Veröffentlichungen (Auswahl)
- M. W. Nirenberg, J. H. Matthaei: The dependence of cell-free protein synthesis in E. coli upon naturally occurring or synthetic polyribonucleotides. In: Proceedings of the National Academy of Sciences. Band 47, 1961, S. 1588–1602. PMID 14479932, PMC 223178 (freier Volltext)
- J. H. Matthaei, M. W. Nirenberg: Characteristics and stabilization of DNAase-sensitive protein synthesis in E. coli extracts. In: Proceedings of the National Academy of Sciences. Band 47, 1961, S. 1580–1588. PMID 14471391, PMC 223177 (freier Volltext)
- P. Leder, B. F. Clark, W. S. Sly, S. Pestka, M. W. Nirenberg: Cell-free peptide synthesis dependent upon synthetic oligodeoxynucleotides, Proc. Nat. Acad. Sci. USA, Band 50, 1963, S. 1135–1143.
- P. Leder, M. W. Nirenberg: RNA codewords and Protein Synthesis: Teh effect of trinucleotides upon the binding fo sRNA to ribosomes, Science, Band 145, 1964, S. 1399–1407.
- P. Leder, M. W. Nirenberg: RNA Codewords and Protein Synthesis, II: Nucleotide sequence of a valine RNA codeword, Proc. Nat. Acad. Sci. USA, Band 52, 1964, S. 420–427
- P. Leder, M.W. Nirenberg: RNA Codewords and Protein Synthesis, III. On the Nucleotide Sequence of a Cysteine and a Leucine RNA Codeword, Proc. Nat. Acad. Sci. USA, Band 52, 1964, S. 1521–1529
- M. Nirenberg, P. Leder,M. Bernfield, R. Brimacombe, J. Trupin, F. Rottman, C. O’Neal: RNA Codewords and Protein Synthesis, VI. On the nucleotide sequences of degenerate codeword sets for isoleucine, tyrosine, asparagine and lysine, Proc. Nat. Acad. Sci. USA, Band 53, 1965, S. 807–811
- M. Nirenberg, P. Leder,M. Bernfield, R. Brimacombe, J. Trupin, F. Rottman, C. O’Neal: RNA Codewords and Protein Synthesis, VII. On the general nature of the RNA code, Proc. Nat. Acad. Sci. USA, Band 53, 1965, S. 1161–1168
- R. Brimacombe, J. Trupin, M. Nirenberg, P. Leder, M. Bernfield, T. Jaouni: RNA Codewords and Protein Synthesis, VIII: Nucleotide sequences of synonym codons for arginine, valine, cysteine, and alanine, Proc. Nat. Acad. Sci. USA, Band 54, 1965, S. 954–960
- Nirenberg: Protein synthesis and the RNA code, Harvey Lectures, 59, 1965, S.  155–185
- M. Nirenberg, T. Caskey, R. Marshall, R. Brimacombe, D. Kellogg, B. Doctor, D. Hatfield, J. Levin, F. Rottman, S. Pestka, M. Wilcox, F. Anderson: The RNA code and protein synthesis, Cold Spring Harbor Symposia On Quantitative Biology, Band 31, 1966, S. 11–24.